# Paul Q. Kolderie
Paul Q. Kolderie (...) è un produttore discografico, tecnico del suono e mixer statunitense.
Ha lavorato con molti artisti tra i quali Pixies, Radiohead, Orangutang, Hole, Dinosaur Jr., Wax, Warren Zevon, Uncle Tupelo, Throwing Muses, Morphine, The Mighty Mighty Bosstones, Abandoned Pools e Go-Go's. Lavora solitamente in coppia col produttore Sean Slade.
Nel 1985 contribuì a creare lo studio musicale Fort Apache Studios di Boston con Sean Slade e Jim Fitting, che saranno suoi compagni nella band Sex Execs, e con il musicista e produttore Joe Harvard. Fece anche parte del gruppo musicale cowpunk di Detroit Goober & the Peas e contribuì al gruppo di talenti Raisins in the Sun.

## Album prodotti
- Big Dipper - Heavens, 1987
- Bullet LaVolta - Gift, 1989
- Das Damen - Mousetrap, 1989
- Blood Oranges - Corn River, 1990
- The Mighty Mighty Bosstones - Devil's Night Out, 1990
- The Lemonheads - Favorite Spanish Dishes, 1990
- The Lemonheads - Lovey, 1990
- Uncle Tupelo - No Depression, 1990
- Clockhammer - Carrot, 1991
- fIREHOSE - Flyin' the Flannel, 1991
- Clockhammer - Klinefelter, 1991
- Field Trip - Ripe, 1991
- Uncle Tupelo - Still Feel Gone, 1991
- Titanics - Titanics (Taang!), 1991
- Morphine - Good, 1992
- Buffalo Tom - Let Me Come Over, 1992
- The Mighty Mighty Bosstones - More Noise and Other Disturbances, 1992
- The Mighty Mighty Bosstones - Where'd You Go?, 1992
- Blackfish - Blackfish, 1993
- The Welcome Mat - Gram, 1993
- Morphine - Cure for Pain, 1993
- Gigolo Aunts - Full-On Bloom, 1993
- Radiohead - Pablo Honey, 1993
- Belly - Are You Experienced, 1994
- fIREHOSE - Big Bottom Pow Wow, 1994
- Miles Dethmuffen - Clutter, 1994
- Orangutang - Dead Sailor Acid Blues, 1994
- Gigolo Aunts - Flippin' Out, 1994
- Tripmaster Monkey - Goodbye Race, 1994
- Tackle Box - Grand Hotel, 1994
- Hole - Live Through This, 1994
- Belly - Moon, 1994
- The Mighty Mighty Bosstones - Question the Answers, 1994
- Wax - 13 Unlucky numbers, 1995
- Echobelly - Great Things, Pt.1, 1995
- Echobelly - Great Things, Pt.2, 1995
- Morphine - Honey White, 1995
- The Upper Crust - Let Them Eat Rock, 1995
- Portugal. The Man- The Satanic Satanist, 2009
- Big D & The Kids Table- Fluent In Stroll, 2009

## Album mixati
- 12 Rods - Split Personalities, 1998
- The Sounds - "Dying to Say This to You", 2006
- Joe Jackson - Rain, 2008
- Portugal. The Man - "Censored Colors", 2008

## Album in cui ha lavorato come tecnico del suono
- Pixies - Come On Pilgrim, 1987
- Big Dipper - Heavens, 1987
- Carol Montag - White, 1987
- Dinosaur Jr. - Bug, 1988
- Throwing Muses - House Tornado, 1988
- Pixies - Surfer Rosa/Come On Pilgrim, 1988
- Pixies - Surfer Rosa, 1988
- Blake Babies - Earwig, 1989
- Bullet LaVolta - The Gift, 1989
- Plan 9 - Ham and Sam Jammin', 1989
- Das Damen - Mousetrap, 1989
- Volcano Suns - Thing of Beauty, 1989
- Christmas - Ultra Prophets of Thee Psykick Revolution, 1989
- Blood Oranges - Corn River, 1990
- The Mighty Mighty Bosstones - Devil's Night Out, 1990
- The Cavedogs - Joyrides for Shut-Ins, 1990
- Barrence Whitfield & the Savages - Let's Lose It, 1990
- Uncle Tupelo - No Depression, 1990
- Billy Bragg - Accident Waiting to Happen, 1992
- Throwing Muses - Counting Backwards, 1991
- fIREHOSE - Flyin' the Flannel, 1991
- Clockhammer - Klinefelter, 1991
- Field Trip - Ripe, 1991
- Uncle Tupelo - Still Feel Gone, 1991
- Titanics - Taang!, 1991
- Treat Her Right - What's Good For You, 1991
- Goober & the Peas - Complete Workds of Goober & the Peas, 1992
- Throwing Muses - Firepile#1, 1992
- Throwing Muses - Firepile#2, 1992
- Morphine - Good, 1992
- The Mighty Mighty Bosstones - More Noise and Other Disturbances, 1992
- Blackfish - Blackfish, 1993
- Radiohead - Pablo Honey, 1993
- Miles Dethmuffen - Clutter, 1994
- Orangutang - Dead Sailor Acid Blues, 1994
- Tripmaster Monkey - Goodbye Race, 1994
- Hole - Live Through This, 1994
- The Mighty Mighty Bosstones - Question the Answers, 1994
- Kristin Hersh - Strings, 1994
- Echobelly - Great Things, Pt.1, 1995
- Echobelly - Great Things, Pt.2, 1995
- Dink - Blame It on Tito, 1996
- Tracy Bonham - The Burdens of Being Upright, 1996
- Blameless - Signs Are All There, 1996
- 60 Ft. Dolls - Supernatural Joy EP, 1996
- Morphine - B-Sides & Otherwise, 1997
- Pixies - Death to the Pixies 1987 - 1991, 1997
- Jamie Blake - Jamie Blake, 1997
- The Mighty Mighty Bosstones - Let's Face It, 1997
- Hole - My Body, the Hand Grenade, 1997
- Treat Her Right - Anthology: 1985 - 1990, 1998
- Come - Gently, Down the Stream, 1998
- Gerard Collier - Gerard Collier, 1998
- Radiohead - Itch, 1998
- The Mighty Mighty Bosstones - Live From the Middle East, 1998
- Fuzzy - Hurray for Everything, 1999
- Hole - Live Through This, 1999
- Warren Zevon - Life'll Kill Ya, 2000
- The Mighty Mighty Bosstones - Pay Attention, 2000
- Echobelly - Best of Echobelly: I Can't Imagine World Without Me, 2001
- Pixies - Complete B-Sides, 2001
- Phil Aiken - Don't Look Down, 2001
- Dinosaur Jr. - Ear Bleeiding Country: The Best of Dinosaur Jr., 2001
- Kris Delmhorst - Five Stories, 2001
- The Go-Go's - God Bless The Go-Go's, 2001
- Uncle Tupelo - 89/93: An Anthology, 2002
- Matthew - Everybody Down, 2002
- Flying Nuns - Everything's Impossible These Days, 2002
- State Radio - Flag of the Shiners, 2002
- Warren Zevon - Genius: The Best of Warren Zevon, 2002
- Juliana Hatfield - Gold Stars 1992-2002: The Juliana Hatfield Collection, 2002
- Cave In - Lost in the Air, 2002
- Pixies - Pixies, 2002
- Cave In - Anchor (UK CD#2), 2003
- Everton Blender - King Man, 2003
- Kris Delmhorst - Songs for a Hurricane, 2003
- Piebald - All Ears, All Eyes, All the Time, 2004
- Avoid One Thing - Chopstick Bridge, 2004
- The Steepwater Band - Dharmakāya, 2004
- Catie Curtis - Dreaming in Romance Languages, 2004
- The Briggs - Leaving the Ways, 2004
- Jake Brennan & the Confidence Men - Love & Bombs, 2004
- The Figgs - Palais, 2004
- Read Yellow - Radios Burn Faster, 2004
- The Soft Explosions - Ride Between the Eyes Sandbox, 2004
- Toots & the Maytals - True Love, 2004
- Pixies - Wave of Mutilation: The Best of Pixies, 2004
- The Mighty Mighty Bosstones - The 20th Century Masters - The Millennium collection, 2005
- Kirsty MacColl - Best of Kirsty MacColls, 2005
- Lost City Angels - Broken World, 2005
- Bourbon Princess - Dark of Days, 2005
- Kirsty MacColl - From Croydon to Cuba: An Anthology, 2005
- Juliana Hatfield - Made in China, 2005
- Sarah Borges - Silver City, 2005
- The Upper Crust - Cream of the Crust, 2006
- Sebadoh - III (US Expanded), 2006
- Jennifer Kimball - Oh Hear Us, 2006
- The Blizzard of 78 - AWhere All Life Hangs, 2006
- The Dresden Dolls - Yes, Virginia..., 2006
- Bill Morrissey - Come Running, 2007
- Heavy Trash - Going Way Out with Heavy Trash, 2007
- Toots & the Maytals - Light Your Light, 2007
- Warren Zevon - Preludes, 2007
- Radiohead - Radiohead Box Set, 2007
- Girl Authority - Road Trip, 2007
- Kelly Willis - Translated from Love, 2007
- Radiohead - Radiohead: The Best Of, 2008
- A.K.A.C.O.D. - Happiness, 2008
- The Dresden Dolls - No, Virginia..., 2008
- Eric Hutchinson - Sounds Like This, 2008
- Big Dipper - Supercluster: The Big Dipper Anthology, 2008

## Singoli prodotti
- Goo Goo Dolls - Lazy Eye, 1997